# محبت‌شاه کاشانی
سید محبت‌شاه کاشانی (زاده: ۱۳۳۳ ولسوالی درواز بالا، ولایت بدخشان) یک سیاست‌مدار اهل افغانستان است. وی نمایندهٔ مردم بدخشان در دوره پانزدهم مجلس نمایندگان افغانستان بود.

## زندگی‌نامه
سید محبت‌شاه کاشانی متولد ۱۳۳۳ از ولسوالی درواز بالا (مایمَی) ولایت بدخشان است. وی تحصیلات خود را در مقطع دیپلم به اتمام رسانده‌است.

## دیگر فعالیت‌ها
- فرماندار/ولسوال ولسوالی درواز بالا.[۱]